# Mütterunterstützung
Die Mütterunterstützung bezeichnete einen individuellen Zeitraum im Recht der Deutschen Demokratischen Republik (DDR), in der Mütter nach Ablauf des Wochenurlaubs (Mutterschutz) von ihrem Arbeitgeber wegen weiterhin erforderlicher Pflege ihres Kindes weiterhin bezahlt, aber freigestellt wurden.
Auch Adoptivmütter, Pflegemütter und Väter konnten wegen Pflege eines Kindes von der Arbeit freigestellt werden.
Diese Zeiträume wurden im Sozialversicherungsausweis der DDR in der Regel mit Von-bis-Daten angegeben und mit „Mütterunterstützung (MU)“ oder „Freistellung nach § 246 AGB“ bezeichnet.

## Auswirkungen heute
Die diesbezüglichen Regelungen blieben gemäß Einigungsvertrag im Beitrittsgebiet für vor dem 1. Januar 1991 geborene Kinder in Kraft.
Da in den Fällen der Mütterunterstützung der Zusammenhang zwischen Schwangerschaft, (eigener) Mutterschaft und Beitragsausfall fehlt, sind derartige Zeiten in der heutigen gesetzlichen Rentenversicherung in der Bundesrepublik Deutschland keine Anrechnungszeiten im Sinne des § 252a Abs. 1 Satz 1 Nr. 1 Sechstes Buch Sozialgesetzbuch (SGB VI).